# Lenguas de las montañas Nuba

Mapa de las familias lingüísticas, subfamilias y lenguas habladas en los montes Nuba.

Las lenguas de los montes Nuba son conjunto muy diverso de lenguas de diferentes familias habladas en la región de los montes Nuba, ubicados en los estados de Kordofán occidental y Kordofán del Sur en el sur de Sudán. La región está habitada por un conjunto diverso de poblaciones, conocidas como los pueblos nuba, que hablan varias lenguas no relacionadas estrechamente entre sí.
La gran diversidad lingüística en las montes Nuba indica que estas montañas sirvieron como área de refugio para muchos pueblos en el pasado.

## Lenguas del grupo
Además del árabe sudanés, se hablan unas 42 lenguas adicionales en los montes Nuba. Estas pertenecen a los grupos lingüísticos daju, nubio de las montañas, kadu, katla, lafofa, nyima, rashad, talodi–heiban y temein. Cinco de estos grupos (daju, nubio de las montañas, kadu, nyima y temein) pertenecen a la familia de lenguas nilo-saharianas, mientras que los otros cuatro (katla, lafofa, rashad y talodi–heiban) pertenecen a la familia Níger-Congo. La relación entre el grupo kadu y el nilo-sahariano es incierta; anteriormente se clasificaba como Níger-Congo, y una clasificación conservadora la consideraría una familia independiente.
Anteriormente, los cuatro grupos lingüísticos Níger-Congo junto con el grupo Kadu nilo-sahariano se clasificaban conjuntamente como las Lenguas kordofanas. Sin embargo, actualmente Kordofano ya no se considera una familia válida.
Casi todas las lenguas habladas en las Montañas Nuba son autóctonas de la región y no se encuentran en ningún otro lugar. Las únicas excepciones son las Lenguas daju, el resto de las cuales pertenece al grupo Daju occidental y se habla en el este del Chad, y el árabe sudanés, que se habla en el resto de Sudán.

## Clasificación interna
Las lenguas de los montes Nuba pertenecen a diversas subdivisiones de sus respectivas familias lingüísticas. Los nombres en negrita indican que se trata de lenguas exclusivas de los montes Nuba.

### Níger-Congo
- Níger-Congo
  - Katla
  - Rashad
  - Atlántico-Congo
    - Lafofa
    - Talodi–Heiban
      - Talodi
      - Heiban

Nota: Atlántico-Congo es una gran división del Níger-Congo que solo excluye las Lenguas mandé, ijoides y dogón de África Occidental, junto con las lenguas katla y rashad de los montes Nuba.

### Nilo-Sahariano
- Nilo-Sahariano
  - Kadu
  - Sudánico oriental
    - Kir–Abbaian
      - Temein
      - Daju

    - Astaborano
      - Nyima
      - Nubias
        - Nubias de las montañas

Notas:
- Sudánico oriental es una gran división del nilo-sahariano hablada en toda la región superior del Nilo. Kir–Abbaian y astaborano son las dos ramas del sudánico oriental, distribuidas aproximadamente en el norte y sur de la región, respectivamente.
- Las lenguas nubias se hablan principalmente en el norte de Sudán y el sur de Egipto. Solo el midob y el extinto birgid se encuentran en el sur de Sudán, junto con las lenguas nubias de los montes Nuba.